# Quận Clark, Nevada
Quận Clark là một quận thuộc tiểu bang Nevada, Hoa Kỳ.
Quận quận có dân số 1.375.765 người theo điều tra dân số năm 2000, và một dân số năm 2008 ước tính là 1.996.542 người, chiếm 3/4 dân số của Nevada. Quận chứa thành phố Las Vegas, thành phố đông dân nhất của tiểu bang. Las Vegas là quận lỵ quận này. Quận này đã được thành lập bởi cơ quan lập pháp bang Nevada thông qua việc chia tách ra một phần của quận Lincoln vào ngày 5/2/1909, và ra đời vào ngày 1/7/1909.
Phần lớn của quận đã thuộc một phần của quận Pah-Ute, Arizona thuộc Lãnh thổ Nevada trước khi trở thành một bang. Quận này được đặt tên theo William Andrews Clark, một ông trùm đồng Montana và Thượng nghị sĩ Mỹ. 
Quận Clark cũng là một điểm đến du lịch lớn, với 150.000 phòng khách sạn và nhà trọ. The Las Vegas Strip, nơi hầu hết các khách sạn sòng bạc, được biết đến nhiều trên thế giới, không nằm trong thành phố Las Vegas, nhưng chưa hợp nhất Paradise.